# No llores por mí, Inglaterra
No llores por mí, Inglaterra es una película histórica de comedia y deportes, de coproducción argentina-uruguaya, de 2018 coescrita y dirigida por Néstor Montalbano.

## Sinopsis
En 1806, cuando los ingleses invaden Buenos Aires, traen el fútbol. Un comerciante de la época visiona en este deporte la oportunidad de un negocio y se da cuenta de que este deporte despierta una pasión tan grande que puede reemplazar a la guerra.

## Reparto
- Gonzalo Heredia como Manuel 'Manolete' Cajide.
- Mike Amigorena como General William Carr Beresford.
- Laura Fidalgo como Aurora.
- Diego Capusotto como Sanpedrito.
- Luciano Cáceres como Coronel Pack.
- Mirta Busnelli como Catherine Poer Beresford.
- Matías Martin como Martin.
- Esteban Menis como Martín de Álzaga.
- Fernando Lúpiz como Santiago de Liniers.
- Roberto Carnaghi como Pascual Ruiz Huidobro.
- Damián Dreizik como Gillespie.
- Eduardo Calvo como Castillo.
- José Chatruc como Catrú.
- Fernando Cavenaghi como Cavenvagh.
- Evelina Cabrera como Pulguita.
- Alejandro Dambrosio como Joselito.
- Walter Rey como Seisdedos.
- David Roizner Selaniko como Lechita.
- Juan Bautista Garasino como Hincha de Rivera.
- Sergio Sarria como Extra.